# Nidda
Nidda ist eine Stadt im hessischen Wetteraukreis im Naturraum Unterer Vogelsberg. Ihren Namen verdankt sie dem Fluss Nidda.

## Geographie

### Nachbargemeinden
Nidda grenzt im Norden an die Stadt Laubach (Landkreis Gießen), im Osten an die Stadt Schotten (Vogelsbergkreis) und die Gemeinde Hirzenhain, im Süden an die Stadt Ortenberg und die Gemeinde Ranstadt, im Südwesten an die Gemeinde Echzell sowie im Westen an die Gemeinde Wölfersheim (alle im Wetteraukreis) und die Stadt Hungen (Landkreis Gießen).

### Stadtgliederung
Nidda besteht aus den Stadtteilen Bad Salzhausen, Borsdorf, Eichelsdorf, Fauerbach, Geiß-Nidda, Harb, Kohden, Michelnau, Nidda, Ober-Lais (mit Unter-Lais), Ober-Schmitten, Ober-Widdersheim, Schwickartshausen, Stornfels, Ulfa, Unter-Schmitten, Unter-Widdersheim und Wallernhausen.
Die Stadtteile geordnet nach Einwohnerzahl am 31. Dezember 2019 (Haupt- und Nebenwohnungen):
| Stadtteil         | Einwohner (2019) |
| ----------------- | ---------------- |
| Nidda             | 5.398            |
| Eichelsdorf       | 1.227            |
| Ulfa              | 1.180            |
| Ober-Widdersheim  | 1.066            |
| Geiß-Nidda        | 1.010            |
| Wallernhausen     | 988              |
| Unter-Schmitten   | 931              |
| Ober-Schmitten    | 905              |
| Kohden            | 868              |
| Harb              | 775              |
| Borsdorf          | 704              |
| Ober-Lais         | 657              |
| Fauerbach         | 614              |
| Bad Salzhausen    | 604              |
| Unter-Widdersheim | 310              |
| Schwickartshausen | 249              |
| Michelnau         | 242              |
| Stornfels         | 224              |

## Geschichte

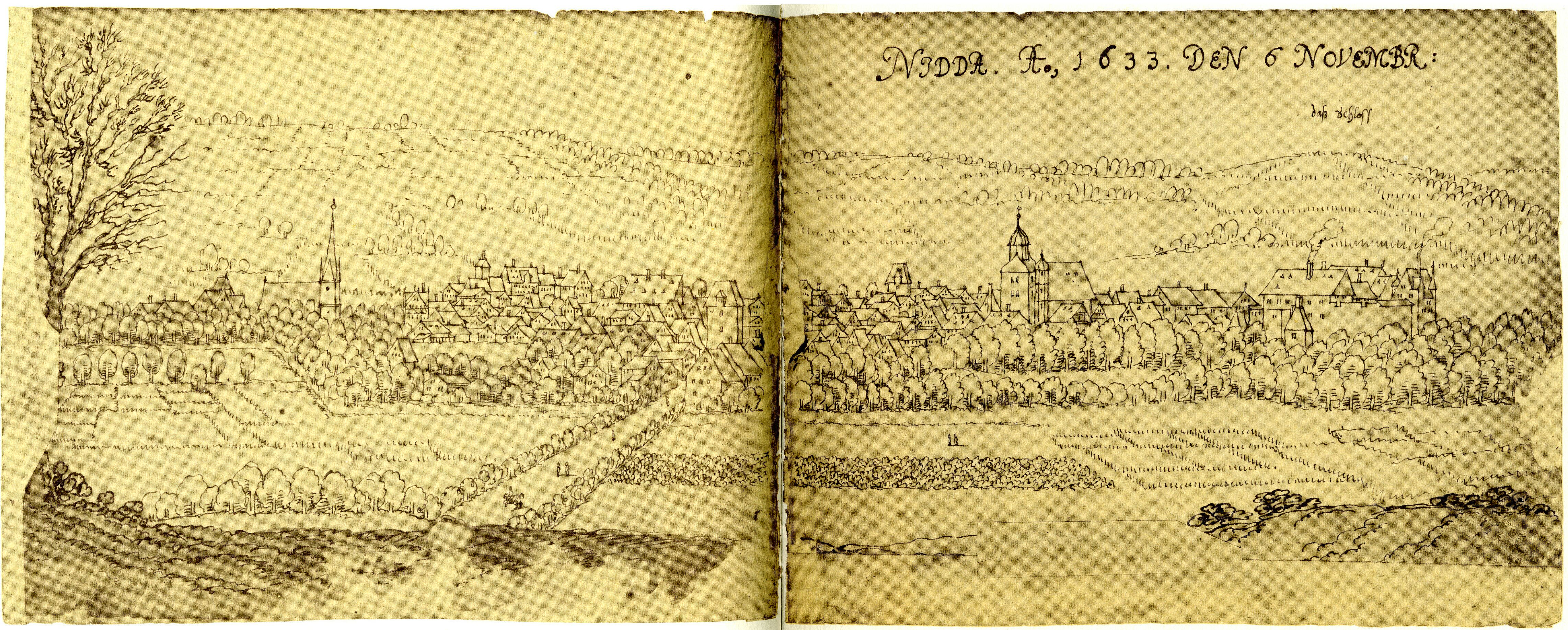
Nidda von Südosten (Valentin Wagner, 1633)

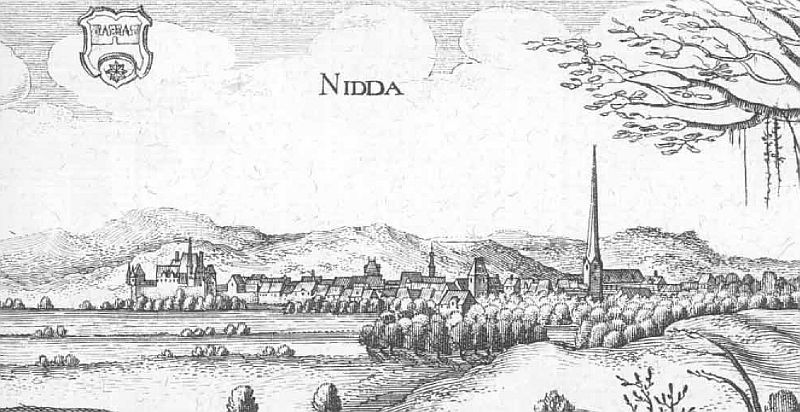
Nidda – Auszug aus der Topographia Hassiae von Matthäus Merian 1655

Zwischen 802 und 817 wird Nidda als Nitaha im Codex Eberhardi erstmals urkundlich erwähnt. Spätere Formen des Ortsnamens waren Nithehe (1187), Nitehe (1206) und Nitehehe (1234).
Der Edelfreie Volkold II., vielleicht aber auch schon sein Vater Volkold I. von Malsburg, dem er als Vogt der Reichsabtei Fulda über deren Besitz in der nördlichen Wetterau folgte, erbaute um 1100 eine kreisrunde Wasserburg in Nidda, die den staufischen Kaisern zur Sicherung der vorbeiführenden Handelsstraßen diente. (Sie wurde bald nach 1604, als Nidda an Hessen-Darmstadt fiel, abgerissen und durch ein Renaissanceschloss ersetzt.) Volkold II. verlegte seinen Wohnsitz von der fuldischen Burg Bingenheim nach Nidda und begründete die Familie der Grafen von Nidda.
Im Jahre 1187 übertrug Graf Berthold II. von Nidda die Pfarrei Nidda zusammen mit beträchtlichem Grundbesitz an den Johanniterorden, der danach in Nidda eine Komturei einrichtete. Die dann errichteten Wohn- und Wirtschaftsgebäude des Ordens bestimmten in den folgenden Jahrhunderten das Bild der Stadt. Im Jahre 1205 erbte Graf Ludwig I. von Ziegenhain die kleine Grafschaft Nidda, da seine Mutter Mechthild, Schwester des ohne männliche Erben verstorbenen letzten Grafen von Nidda, Berthold II., Alleinerbin ihres Bruders gewesen war. Im Jahre 1234 wurde Nidda in einer Urkunde der Grafen Gottfried IV. und Berthold I. von Ziegenhain erstmals als Stadt bezeichnet; 1218 und 1223 wurde der Ort noch als „villa“ bezeichnet.
Von 1258 bis 1311/1333 waren die Grafschaften Ziegenhain und Nidda nach einer Erbteilung wieder voneinander geteilt. Erst 1333 kam es zur erneuten Vereinigung. Graf Johann I. von Ziegenhain heiratete 1311 die Erbtochter Lukardis (Luitgart) des Niddaer Grafen Engelbert I. Dieser starb 1330, und seine Tochter blieb bis 1333 nominelle Regentin. 1333 vereinte dann Johann von Ziegenhain beide Grafschaften in seiner Hand.
Nach dem Aussterben der Grafen von Ziegenhain und Nidda mit dem Tode Johanns II. im Jahre 1450 kam die Grafschaft Nidda in den Besitz der Landgrafen von Hessen. Seitdem ist im Haus Hessen der Titel „Graf von Nidda“ Bestandteil des Familiennamens. Zur Grafschaft Nidda gehörten zu diesem Zeitpunkt das Amt Nidda mit den Gerichten Widdersheim, Rodheim, Ulfa und Wallernhausen, die Herrschaft Lißberg, die Fuldische Mark mit den halben Vogteien Echzell, Berstadt, Dauernheim und Bingenheim (mit Ausnahme des dortigen Schlosses), und die Gerichte Burkhards und Crainfeld. An die romanische Pfarrkirche wurde 1491 ein spätgotischer Kirchturm angebaut, der 2012 umfangreich einschließlich des Dachturms erneuert wurde.
Im Jahre 1821 wurden die Ämter aufgelöst und Nidda wurde Sitz des Landratsbezirks Nidda bzw. ab 1830 des Kreises Nidda und von 1848 bis 1852 des Regierungsbezirks Nidda.
Die Statistisch-topographisch-historische Beschreibung des Großherzogthums Hessen berichtet 1830 über Nidda:

„Nidda (L. Bez. gl. N.) Stadt; liegt in einer sumpfigen Gegend an der Nidda, über welche hier eine Brücke führt, so wie an der von hier nach Berstadt ziehenden Chaussee, die sich daselbst mit der von Friedberg nach Grünberg führenden Chaussee verbindet. Die Stadt, welche ummauert und mit Thoren versehen ist. und 486 Hess. (374 Par.) Fuß
 über der Meeresfläche, sowie 7 St. südöstlich von Giessen liegt, hat 303 Häuser und 1700 Einwohner, die außer 3 Kathol und 40 Juden evangelisch sind. Nidda ist der Sitz des Landraths, des einen Landgerichts und des Obereinnehmers. Man findet 1 schöne Kirche, die 1617 erbaut worden, 1 Kirchhofskapelle, 1 Thurm, der Johanniter Thurm genannt, mit einem schönen Geläute, 1 Schloß, 1 Rathhaus, 2 Mühlen, 1 Posthalterei, 1 Apotheke. Vom Schloß wird der eine Bau vom Landrath und der andere vom Landrichter bewohnt. Das Schloß ist von einem Wall umgeben, der nunmehr als Garten benutzt wird. In der Nähe liegen auf einem Berg die Fundamente der Altenburg. Unter den Einwohnern befinden sich 114 Bauern und 108, welche bürgerliche Gewerbe treiben, und unter letztern besonders viele Leineweber und Strumpfwirker, so wie auch Gerber. Jährlich werden 4 Märkte gehalten. Im Jahr 1809 wurde Nidda so überschwemmt, daß viele Familien sich in den zweiten Stock flüchten mußten und fast alle Lebensmittel fortgeführt oder verdorben wurden. Die meisten Einwohner haben ihre Keller vor der Stadt ligen, und in der Stadt selbst sind nur wenige Keller. – Nidda kommt in ältern Fuldischen Urkunden, jedoch ohne Zeitbestimmung, unter dem Namen Nitahe, mehrmals vor. Die Grafen von Nidda, welche wahrscheinlich in der letzten Hälfte des 11. Jahrhunderts hier ihren Sitz genommen, haben ohne Zweifel viel zum Emporkommen des Orts beigetragen. Hier bestand eine Johanniter-Ordens-Commende, deren Entstehung aber unbekannt ist. Aber schon 1234 hatte dieser Orden einen Pfarrer hier. Ludwig II., Graf von Nidda verkaufte dem Orden, 1278, Niederleisa und Jchelshausen um 60 Mark. Heilwig, Engelberts I. Grafen von Nidda Wittwe, kaufte 1330 die Güter der Johanniter zu Nidda an sich, wodurch und da auch die jährliche Einnahme nur noch acht Mark betrug, der Orden hier aufhörte. Durch Schenkung kamen diese Güter noch in demselben Jahre an das Kloster Hersfeld. In einer Urkunde von 1206 führte Graf Ludwig von Ziegenhain unter andern auch seine Burgmänner (Castellani in Nitehe), und den dasigen Schultheiß an. In dem Zeitraum von 1218 bis 1223 wird Nidda eine Villa, und 1234 ein Oppidum genannt. Im Jahr 1323 ließ sich Johann I., Graf von Nidda, vom Kaiser Ludwig von Baiern mit Burg und Stadt Nidda nebst Zugehörungen belehnen, vermuthlich aus dem Grunde weil das Kloster Fuld Schwierigkeiten machte. Johann II., der auch die Belehnung, 1420, vom Kaiser Siegmund empfangen hatte, überließ Nidda dem Landgrafen Ludwig I., der schon 1434 die Belehnung, und zwar von dem Fuldischen Abt Johann empfing. Den 3. August 1437 huldigte dem Landgrafen die Stadt, die ihm der Graf noch bei Lebzeiten eingeräumt hatte. Im 30jährigen Kriege überfiel eine kaiserliche Streifparthei von 400–500 Mann die Stadt, drang wegen vernachlässigter Wache von Seiten der Bürgerschaft, durchs Thor, erschoß den Pförtner und vertheilte sich zum Plündern. Aber der Hessische Hauptmann Blum, der mit seiner Compagnie im Schlosse lag, vertrieb mit Hülfe der bewaffneten Bürger das Streifkorps, das zwar mehrmals ansetzte, endlich jedoch abziehen mußte, aus Rache aber einige Häuser in der Vorstadt verbrannte. Nachdem im Jahr 1688 die Franzosen in die Obergrafschaft Katzenellenbogen eingedrungen waren und auch Darmstadt besetzt hatten, hatte sich der Hof nach Nidda begeben, von wo er sich nach Giessen zurückzog.“

### Verwaltungsgeschichte im Überblick
Die folgende Liste zeigt die Staaten und Verwaltungseinheiten, denen Nidda angehört(e):

- vor 1206: Heiliges Römisches Reich, Grafschaft Nidda
- ab 1206: Heiliges Römisches Reich, Grafschaft Ziegenhain, Amt Nidda, Gericht Nidda
- 1450–1495: Erbstreit zwischen der Landgrafschaft Hessen und den Grafen von Hohenlohe
- ab 1450: Heiliges Römisches Reich, Landgrafschaft Hessen, Amt Nidda, Gericht Nidda[10]
- ab 1567: Heiliges Römisches Reich, Landgrafschaft Hessen-Marburg, Amt Nidda, Gericht Nidda[11]
- 1604–1648: Heiliges Römisches Reich, strittig zwischen Landgrafschaft Hessen-Darmstadt und Landgrafschaft Hessen-Kassel (Hessenkrieg)
- ab 1604: Heiliges Römisches Reich, Landgrafschaft Hessen-Darmstadt, Oberfürstentum Hessen, Amt Nidda, Gericht Nidda[12]
- 1787: Heiliges Römisches Reich, Landgrafschaft Hessen-Darmstadt, Oberfürstentum Hessen, Amt Nidda und Lißberg, Gericht Nidda[13]
- ab 1806: Großherzogtum Hessen,[Anm. 2] Fürstentum Oberhessen, Amt und (seit 1803) Gericht Nidda[14][15]
- ab 1815: Großherzogtum Hessen, Provinz Oberhessen, Amt Nidda[16]
- ab 1821: Großherzogtum Hessen, Provinz Oberhessen, Landratsbezirk Nidda[17][Anm. 3]
- ab 1832: Großherzogtum Hessen, Provinz Oberhessen, Kreis Nidda
- ab 1848: Großherzogtum Hessen, Regierungsbezirk Nidda
- ab 1852: Großherzogtum Hessen, Provinz Oberhessen, Kreis Nidda
- ab 1867: Norddeutscher Bund, Großherzogtum Hessen, Provinz Oberhessen, Kreis Nidda
- ab 1874: Deutsches Reich, Großherzogtum Hessen, Provinz Oberhessen, Kreis Büdingen
- ab 1918: Deutsches Reich, Volksstaat Hessen, Provinz Oberhessen, Kreis  Büdingen
- ab 1938: Deutsches Reich, Volksstaat Hessen, Landkreis Büdingen
- ab 1945: Deutsches Reich, Amerikanische Besatzungszone,[Anm. 4] Groß-Hessen, Regierungsbezirk Darmstadt, Landkreis Büdingen
- ab 1946: Deutsches Reich, Amerikanische Besatzungszone, Hessen, Regierungsbezirk Darmstadt, Landkreis Büdingen
- ab 1949: Bundesrepublik Deutschland, Hessen, Regierungsbezirk Darmstadt, Landkreis Büdingen
- ab 1972: Bundesrepublik Deutschland, Hessen, Regierungsbezirk Darmstadt, Wetteraukreis

### Hessische Gebietsreform
Im Zuge der Gebietsreform in Hessen fusionierten am 1. Dezember 1970 die bis dahin selbständigen Gemeinden Borsdorf, Fauerbach bei Nidda, Geiß-Nidda, Harb, Kohden, Michelnau, Ober-Lais, Ober-Schmitten, Ober-Widdersheim, Bad Salzhausen, Stornfels, Ulfa, Unter-Schmitten, Wallernhausen und die Stadt Nidda freiwillig zur neuen Stadt Nidda. Am 31. Dezember 1971 wurde Schwickartshausen auf freiwilliger Basis eingemeindet. Eichelsdorf und Unter-Widdersheim sowie ein Teilgebiet der Nachbarstadt Hungen mit damals etwa 50 Einwohnern folgten am 1. August 1972 kraft Landesgesetz.
Für die ehemals eigenständigen Gemeinden sowie für die Kernstadt wurden Ortsbezirke mit Ortsbeirat und Ortsvorsteher nach der Hessischen Gemeindeordnung gebildet.

### Flugplatz
Im Ortsteil Harb existierte von 1938 bis 1945 der Militärflugplatz Harb der damaligen Luftwaffe.

## Bevölkerung

### Einwohnerstruktur 2011
Nach den Erhebungen des Zensus 2011 lebten am Stichtag, dem 9. Mai 2011, in Nidda 16.864 Einwohner. Darunter waren 1020 (6,0 %) Ausländer, von denen 302 aus dem EU-Ausland, 554 aus anderen europäischen Ländern und 164 aus anderen Staaten kamen. Von den deutschen Einwohnern hatten 12,9 % einen Migrationshintergrund. Nach dem Lebensalter waren 1698 Einwohner unter 18 Jahren, 3894 waren zwischen 18 und 49, 2001 zwischen 50 und 64 und 1719 Einwohner waren älter. Die Einwohner lebten in 7164 Haushalten. Davon waren 2147 Singlehaushalte, 2195 Paare ohne Kinder und 2008 Paare mit Kindern, sowie 632 Alleinerziehende und 182 Wohngemeinschaften. In 1533 Haushalten lebten ausschließlich Senioren/-innen und in 4653 Haushaltungen leben keine Senioren/-innen.

### Einwohnerentwicklung
| • 1791: | 1177 Einwohner                       |
| • 1800: | 1401 Einwohner                       |
| • 1806: | 1431 Einwohner, 282 Häuser           |
| • 1829: | 1700 Einwohner, 303 Häuser           |
| • 1867: | 1703 Einwohner, 292 bewohnte Gebäude |
| • 1875: | 1759 Einwohner, 294 bewohnte Gebäude |

| Nidda: Einwohnerzahlen von 1791 bis 2020 | Nidda: Einwohnerzahlen von 1791 bis 2020 | Nidda: Einwohnerzahlen von 1791 bis 2020 | Nidda: Einwohnerzahlen von 1791 bis 2020 | Nidda: Einwohnerzahlen von 1791 bis 2020 |
| --- | ---------------------------------------- | ---------------------------------------- | ---------------------------------------- | ---------------------------------------- |
| Jahr |                                          |                                          |                                          | Einwohner                                |
| 1791 | 1791                                     |                                          | 1.177                                    | 1.177                                    |
| 1800 | 1800                                     |                                          | 1.401                                    | 1.401                                    |
| 1806 | 1806                                     |                                          | 1.431                                    | 1.431                                    |
| 1829 | 1829                                     |                                          | 1.700                                    | 1.700                                    |
| 1834 | 1834                                     |                                          | 1.755                                    | 1.755                                    |
| 1840 | 1840                                     |                                          | 1.966                                    | 1.966                                    |
| 1846 | 1846                                     |                                          | 1.926                                    | 1.926                                    |
| 1852 | 1852                                     |                                          | 1.920                                    | 1.920                                    |
| 1858 | 1858                                     |                                          | 1.816                                    | 1.816                                    |
| 1864 | 1864                                     |                                          | 1.759                                    | 1.759                                    |
| 1871 | 1871                                     |                                          | 1.753                                    | 1.753                                    |
| 1875 | 1875                                     |                                          | 1.759                                    | 1.759                                    |
| 1885 | 1885                                     |                                          | 1.814                                    | 1.814                                    |
| 1895 | 1895                                     |                                          | 1.792                                    | 1.792                                    |
| 1905 | 1905                                     |                                          | 2.001                                    | 2.001                                    |
| 1910 | 1910                                     |                                          | 2.130                                    | 2.130                                    |
| 1925 | 1925                                     |                                          | 2.283                                    | 2.283                                    |
| 1939 | 1939                                     |                                          | 2.543                                    | 2.543                                    |
| 1946 | 1946                                     |                                          | 4.055                                    | 4.055                                    |
| 1950 | 1950                                     |                                          | 4.394                                    | 4.394                                    |
| 1956 | 1956                                     |                                          | 4.310                                    | 4.310                                    |
| 1961 | 1961                                     |                                          | 4.443                                    | 4.443                                    |
| 1967 | 1967                                     |                                          | 4.775                                    | 4.775                                    |
| 1970 | 1970                                     |                                          | 4.619                                    | 4.619                                    |
| 1975 | 1975                                     |                                          | 16.086                                   | 16.086                                   |
| 1980 | 1980                                     |                                          | 16.281                                   | 16.281                                   |
| 1985 | 1985                                     |                                          | 16.486                                   | 16.486                                   |
| 1990 | 1990                                     |                                          | 17.342                                   | 17.342                                   |
| 1995 | 1995                                     |                                          | 18.519                                   | 18.519                                   |
| 2000 | 2000                                     |                                          | 18.403                                   | 18.403                                   |
| 2005 | 2005                                     |                                          | 18.168                                   | 18.168                                   |
| 2010 | 2010                                     |                                          | 17.599                                   | 17.599                                   |
| 2011 | 2011                                     |                                          | 16.864                                   | 16.864                                   |
| 2015 | 2015                                     |                                          | 17.299                                   | 17.299                                   |
| 2020 | 2020                                     |                                          | 17.314                                   | 17.314                                   |
| Datenquelle: Historisches Gemeindeverzeichnis für Hessen: Die Bevölkerung der Gemeinden 1834 bis 1967. Wiesbaden: Hessisches Statistisches Landesamt, 1968. Weitere Quellen: LAGIS; ab 1975: HessIS; Zensus 2011 Ab 1972 einschließlich der im Zuge der Gebietsreform in Hessen eingegliederten Orte. |                                          |                                          |                                          |                                          |

## Religion
Die Bevölkerung der Stadt Nidda ist überwiegend evangelischen Glaubens.
| • 1829: | 1657 evangelische (= 97,47 %), 3 katholische (= 0,78 %), 40 jüdische (= 2,35 %) Einwohner                                                              |
| • 1961: | 2943 evangelische (= 72,83 %), 798 römisch-katholische (= 24,06 %) Einwohner                                                                           |
| • 1987: | 12.533 evangelische (= 65,69 %), 2404 katholische (= 14,79 %), 1321 sonstige (= 8,12 %) Einwohner                                                      |
| • 2011: | 10.680 evangelische (= 63,7 %), 2360 katholische (= 14,1 %), 210 orthodoxe (= 1,2 %), 2360 andersgläubig (= 3,3 %), 2780 sonstige (= 16,6 %) Einwohner |

Anfang des 20. Jahrhunderts lebten ca. 100 Juden in Nidda. Etwa die Hälfte konnte vor dem Krieg auswandern, die anderen wurden Opfer der NS-Herrschaft. Im Februar 2014 wurden die ersten Stolpersteine in Nidda verlegt.
Im Juni 2011 eröffnete die Ahmadiyya-Muslim-Jamaat die Bait-ul-Aman-Moschee, die mit Minarett und Kuppel ausgestattet ist.

## Politik

### Stadtverordnetenversammlung
Die Kommunalwahl am 14. März 2021 lieferte folgendes Ergebnis, in Vergleich gesetzt zu früheren Kommunalwahlen:
| Sitzverteilung in der Stadtverordnetenversammlung 2021Insgesamt 37 Sitze - Linke: 2 - SPD: 9 - Grüne: 4 - BL: 10 - CDU: 12 | Parteien und Wählergemeinschaften | Parteien und Wählergemeinschaften                   | 2021  | 2021  | 2016  | 2016  | 2011  | 2011  | 2006  | 2006  | 2001  | 2001  |
| Sitzverteilung in der Stadtverordnetenversammlung 2021Insgesamt 37 Sitze - Linke: 2 - SPD: 9 - Grüne: 4 - BL: 10 - CDU: 12 | Parteien und Wählergemeinschaften | Parteien und Wählergemeinschaften                   | %     | Sitze | %     | Sitze | %     | Sitze | %     | Sitze | %     | Sitze |
| Sitzverteilung in der Stadtverordnetenversammlung 2021Insgesamt 37 Sitze - Linke: 2 - SPD: 9 - Grüne: 4 - BL: 10 - CDU: 12 | CDU                               | Christlich Demokratische Union Deutschlands         | 31,5  | 12    | 27,8  | 10    | 30,0  | 11    | 46,0  | 17    | 45,7  | 17    |
| Sitzverteilung in der Stadtverordnetenversammlung 2021Insgesamt 37 Sitze - Linke: 2 - SPD: 9 - Grüne: 4 - BL: 10 - CDU: 12 | BL                                | BürgerListe Nidda                                   | 27,5  | 10    | 30,8  | 12    | 16,6  | 6     | —     | —     | —     | —     |
| Sitzverteilung in der Stadtverordnetenversammlung 2021Insgesamt 37 Sitze - Linke: 2 - SPD: 9 - Grüne: 4 - BL: 10 - CDU: 12 | SPD                               | Sozialdemokratische Partei Deutschlands             | 24,9  | 9     | 31,3  | 12    | 36,8  | 14    | 40,3  | 15    | 41,5  | 15    |
| Sitzverteilung in der Stadtverordnetenversammlung 2021Insgesamt 37 Sitze - Linke: 2 - SPD: 9 - Grüne: 4 - BL: 10 - CDU: 12 | Grüne                             | Bündnis 90/Die Grünen                               | 11,2  | 4     | 6,5   | 2     | 10,0  | 4     | 5,4   | 2     | 2,3   | 1     |
| Sitzverteilung in der Stadtverordnetenversammlung 2021Insgesamt 37 Sitze - Linke: 2 - SPD: 9 - Grüne: 4 - BL: 10 - CDU: 12 | Linke                             | Die Linke                                           | 4,9   | 2     | 3,6   | 1     | 2,9   | 1     | —     | —     | —     | —     |
| Sitzverteilung in der Stadtverordnetenversammlung 2021Insgesamt 37 Sitze - Linke: 2 - SPD: 9 - Grüne: 4 - BL: 10 - CDU: 12 | FWG/FDP                           | Freie Wählergemeinschaft/Freie Demokratische Partei | —     | —     | —     | —     | 3,6   | 1     | —     | —     | —     | —     |
| Sitzverteilung in der Stadtverordnetenversammlung 2021Insgesamt 37 Sitze - Linke: 2 - SPD: 9 - Grüne: 4 - BL: 10 - CDU: 12 | FWG                               | Freie Wählergemeinschaft Nidda                      | —     | —     | —     | —     | —     | —     | 1,1   | 1     | 7,4   | 3     |
| Sitzverteilung in der Stadtverordnetenversammlung 2021Insgesamt 37 Sitze - Linke: 2 - SPD: 9 - Grüne: 4 - BL: 10 - CDU: 12 | FUB/FDP                           | Freie Unabhängige Bürger/Freie Demokratische Partei | —     | —     | —     | —     | —     | —     | 6,3   | 2     | —     | —     |
| Sitzverteilung in der Stadtverordnetenversammlung 2021Insgesamt 37 Sitze - Linke: 2 - SPD: 9 - Grüne: 4 - BL: 10 - CDU: 12 | NPD                               | Nationaldemokratische Partei Deutschlands           | —     | —     | —     | —     | —     | —     | 0,9   | 0     | 0,9   | 0     |
| Sitzverteilung in der Stadtverordnetenversammlung 2021Insgesamt 37 Sitze - Linke: 2 - SPD: 9 - Grüne: 4 - BL: 10 - CDU: 12 | FDP                               | Freie Demokratische Partei                          | —     | —     | —     | —     | —     | —     | —     | —     | 2,1   | 1     |
| Sitzverteilung in der Stadtverordnetenversammlung 2021Insgesamt 37 Sitze - Linke: 2 - SPD: 9 - Grüne: 4 - BL: 10 - CDU: 12 | Gesamt                            | Gesamt                                              | 100,0 | 37    | 100,0 | 37    | 100,0 | 37    | 100,0 | 37    | 100,0 | 37    |
| Sitzverteilung in der Stadtverordnetenversammlung 2021Insgesamt 37 Sitze - Linke: 2 - SPD: 9 - Grüne: 4 - BL: 10 - CDU: 12 | Wahlbeteiligung in %              | Wahlbeteiligung in %                                | 50,5  | 50,5  | 47,8  | 47,8  | 48,9  | 48,9  | 52,1  | 52,1  | 56,8  | 56,8  |

Ortsvorsteher des Stadtteils Nidda ist Rudolf Allmansberger (Stand Juni 2013).

### Bürgermeister
Nach der hessischen Kommunalverfassung wird der Bürgermeister für eine sechsjährige Amtszeit gewählt, seit dem Jahr 1993 in einer Direktwahl, und ist Vorsitzender des Magistrats, dem in der Stadt Nidda neben dem Bürgermeister ehrenamtlich ein Erster Stadtrat und fünf weitere Stadträte angehören. Bürgermeister ist seit dem 19. April 2022 Thorsten Eberhard (CDU). Er wurde als Nachfolger von Hans-Peter Seum, der nach zwei Amtszeiten nicht wieder kandidiert hatte, am 30. Januar 2022 in einer Stichwahl bei 40,27 Prozent Wahlbeteiligung mit 64,30 Prozent der Stimmen gewählt.
Amtszeiten der Bürgermeister und Schultheiße
- 2022–2028 Thorsten Eberhard (CDU)[39]
- 2010–2022 Hans-Peter Seum[40]
- 1995–2009 Lucia Puttrich (CDU)
- 1989–1995 Helmut Jung (SPD)
- 1961–1989 Wilhelm Eckhardt (SPD)
- 1949–1961 August Ludwig Böcher
- 1910–1924 Ludwig Erk
- 1899–1910 Hermann Roth
- 1898–1899 Wilhelm Erk (HBB)
- 1869–1898 Ludwig Rullmann
- 1859–1869 August Reuning
- 1848–1858 Ludwig Uhl
- 1824–1839 Johannes Ringshausen[43]
- 1710 Ludwig Ringshausen[43]
- 1701 Johannes Ringshausen (1648–1722)[44]

| Jahr           | Wahlbetei- ligung in % | Kandidaten        | Partei | Stimmen in % |
| -------------- | ---------------------- | ----------------- | ------ | ------------ |
| 2022 Stichwahl | 40,3                   | Thorsten Eberhard | CDU    | 64,3         |
| 2022 Stichwahl | 40,3                   | Thomas Eckhardt   |        | 35,7         |
| 2022           | 43,11                  | Thorsten Eberhard | CDU    | 45,54        |
| 2022           | 43,11                  | Thomas Eckhardt   |        | 28,41        |
| 2022           | 43,11                  | Susanne Repp      | BL     | 26,05        |
| 2015           | 40,7                   | Hans-Peter Seum   |        | 91,6         |
| 2010           | 55,7                   | Hans-Peter Seum   |        | 62,7         |
| 2010           | 55,7                   | Reimund Becker    | SPD    | 37,3         |
| 2007           | 48,6                   | Lucia Puttrich    | CDU    | 64,2         |
| 2007           | 48,6                   | Rosemarie Spamer  | SPD    | 33,1         |
| 2007           | 48,6                   | Daniel Lachmann   | NPD    | 02,8         |
| 2000           | 64,1                   | Lucia Puttrich    | CDU    | 71,7         |
| 2000           | 64,1                   | Ute Kohlbecher    | SPD    | 28,3         |
| 1995           | 69,3                   | Lucia Puttrich    | CDU    | 54,1         |
| 1995           | 69,3                   | Georg Wegner      | SPD    | 45,9         |

### Wappen
Blasonierung: „In Schwarz über einem achtstrahligen Stern (Ziegenhain) im Halbbogen eine silberne, rot (Tor und Fenster) abgesetzte Burg (Nidda).“
Flaggenbeschreibung: „Die Flagge zeigt die Farben Schwarz und Gold, im oberen Drittel das Stadtwappen“. Die Flagge ist senkrecht geteilt, links Schwarz und rechts Gold. Die Farben lassen sich bis zur Grafschaft Ziegenhain und Nidda zurückverfolgen.

### Städtepartnerschaften
Nidda hat Städtepartnerschaften mit Crest in Frankreich, Bad Kösen in Sachsen-Anhalt, Weißenstein in Österreich und Cromer in England. Derzeit werden Verhandlungen über eine Partnerschaft mit Nida in Litauen und Salandra (Italien) geführt.

## Wirtschaft und Infrastruktur

### Flächennutzung
Das Gemeindegebiet umfasst eine Gesamtfläche von 1.835 Hektar, davon entfallen in ha auf:
| Nutzungsart             | Nutzungsart             | 2011  | 2015  |
| ----------------------- | ----------------------- | ----- | ----- |
| Gebäude- und Freifläche | Gebäude- und Freifläche | 658   | 663   |
| davon                   | Wohnen                  | 356   | 350   |
|                         | Gewerbe                 | 84    | 94    |
| Betriebsfläche          | Betriebsfläche          | 60    | 60    |
| davon                   | Abbauland               | 35    | 36    |
| Erholungsfläche         | Erholungsfläche         | 61    | 61    |
| davon                   | Grünanlage              | 40    | 40    |
| Verkehrsfläche          | Verkehrsfläche          | 851   | 848   |
| Landwirtschaftsfläche   | Landwirtschaftsfläche   | 6.156 | 6.154 |
| Waldfläche              | Waldfläche              | 3.864 | 3.864 |
| Wasserfläche            | Wasserfläche            | 140   | 140   |
| Sonstige Nutzung        | Sonstige Nutzung        | 46    | 46    |

### Wirtschaftsstruktur
Papier
Bedingt durch seinen Wald- und Wasserreichtum sowie durch die Qualität des Wassers hat das Papierhandwerk in Nidda eine lange Tradition. Einige in Nidda ansässige Unternehmen haben dieses Handwerk weiterentwickelt und sind heute industrielle Hersteller mit modernen Anlagen und vielseitigen Produktpaletten. Sie sind wichtige Arbeitgeber in der Region.
Bau
1910 legte Adolf Lupp den Grundstein für ein mittelständisches Bauunternehmen.
1948 entstand in Nidda ein Filialunternehmen der Tief- und Ingenieurbau-Firma Strassing Bau-GmbH, die ihren Hauptsitz in Bad Orb hatte.

### Verkehr
Nidda liegt an den Bundesstraßen 455 und 457 sowie an der Bahnstrecke Gießen–Gelnhausen mit Stationen in den Ortsteilen Nidda, Borsdorf und Ober-Widdersheim. Der Bahnhof Nidda ist außerdem Endstation der Bahnstrecke nach Friedberg.
Die Stadt gehört zusammen mit dem Wetteraukreis zum Gebiet des Rhein-Main-Verkehrsverbundes.
Durch den Stadtteil Unter-Widdersheim führt der Deutsche Limes-Radweg. Dieser folgt dem Obergermanisch-Raetischen Limes über 818 km von Bad Hönningen am Rhein nach Regensburg an der Donau. Durch Nidda führt der Hessische Radfernweg R4. Er steht unter dem Motto Von Dornröschen zu den Nibelungen. Der Radfernweg beginnt in Hirschhorn am Neckar und verläuft von Süd nach Nord durch Hessen, entlang von Mümling, Nidda und Schwalm nach Bad Karlshafen an der Weser. Die Gesamtlänge beträgt ungefähr 385 Kilometer.

### Bildung
- Gymnasium des Wetteraukreises
- Otto-Dönges-Schule (Grundschule)
- Alteburgschule (Haupt- und Realschule)
- Gudrun-Pausewang-Schule (Schule für Lernhilfe)
- Berufliche Schule Oberhessen (Berufsschule mit Berufsfach- und Fachoberschule)
- Kindergärten
- Stadtbibliothek Nidda

### Freizeit- und Sportanlagen
- Flugplatz Nidda auf dem Helmsberg des Fliegersportklub Nidda, Segelflug und Motorsegler
- Sportplatz der Viktoria Nidda (Rasenplatz, der Sandplatz wurde 2005 in Rasenplatz umgewandelt)
- Tennisplatz (fünf Sandplätze im Stadtteil Bad Salzhausen)
- Minigolf (Bad Salzhausen)
- Tartanbahn
- Solebewegungsbad (im Stadtteil Bad Salzhausen)
- Freibad mit Schwimmer-, Springer-, Nichtschwimmer- und Babybecken, ein Fünfmeterturm, ein Dreimeterturm, zwei Einmeterbretter, zwei Beach-Volleyball-Felder
- Reitverein mit Halle

## Kultur und Sehenswürdigkeiten

### Bauwerke

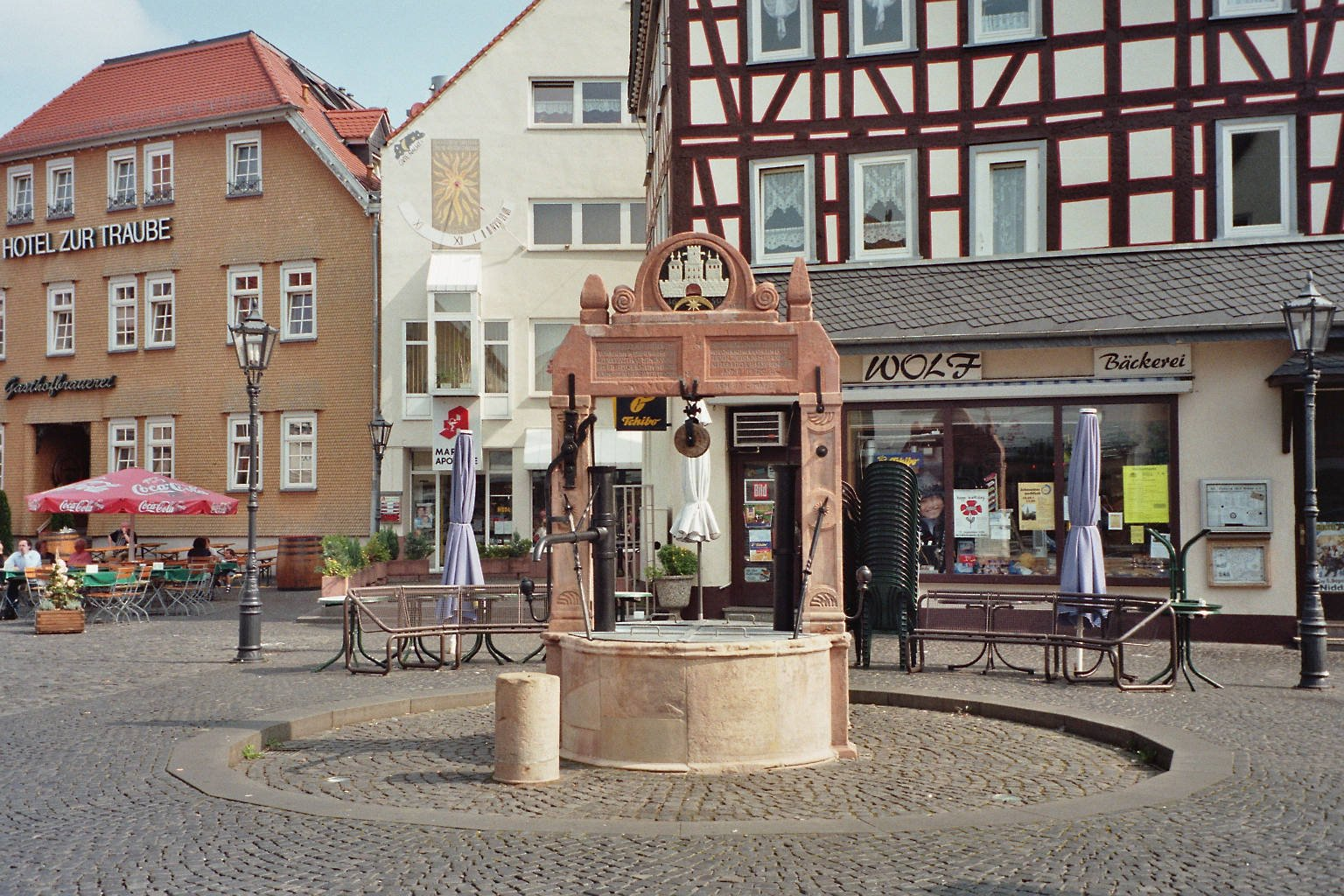
Der Marktbrunnen von 1650
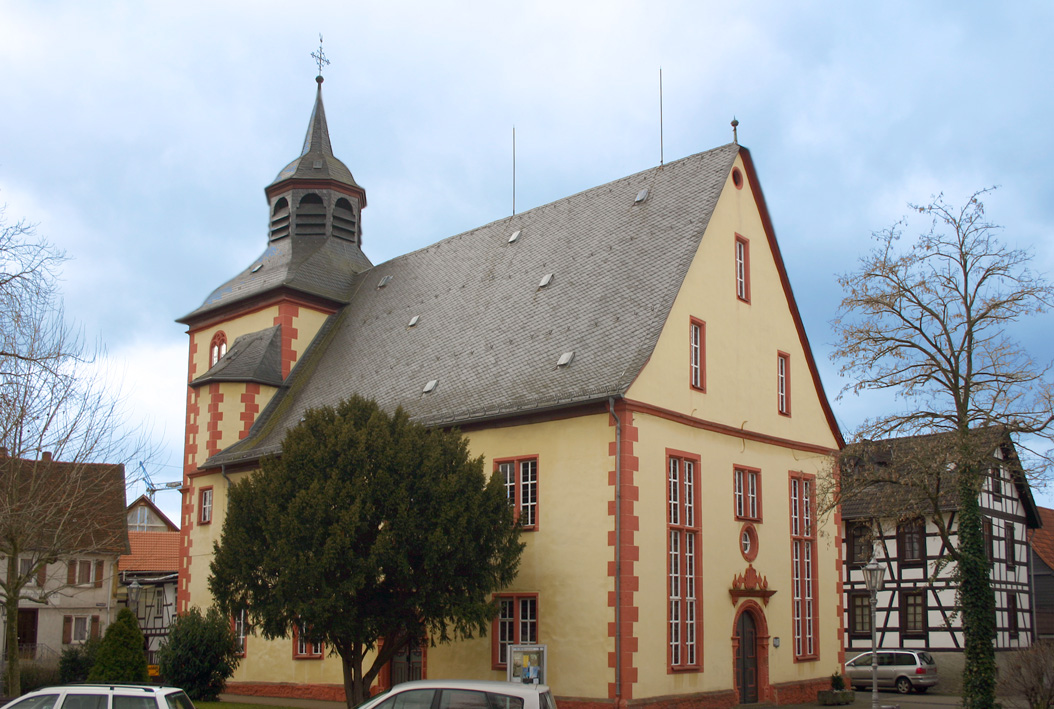
Stadtkirche zum Heiligen Geist, erbaut 1615–1618
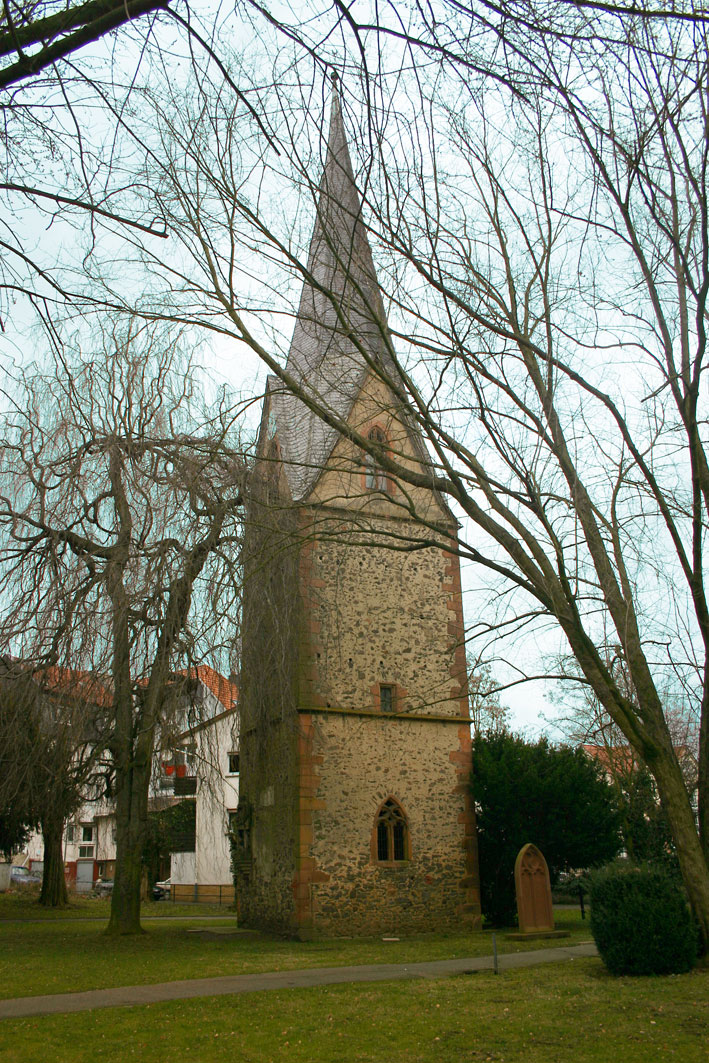
Johanniterturm 1491–1492
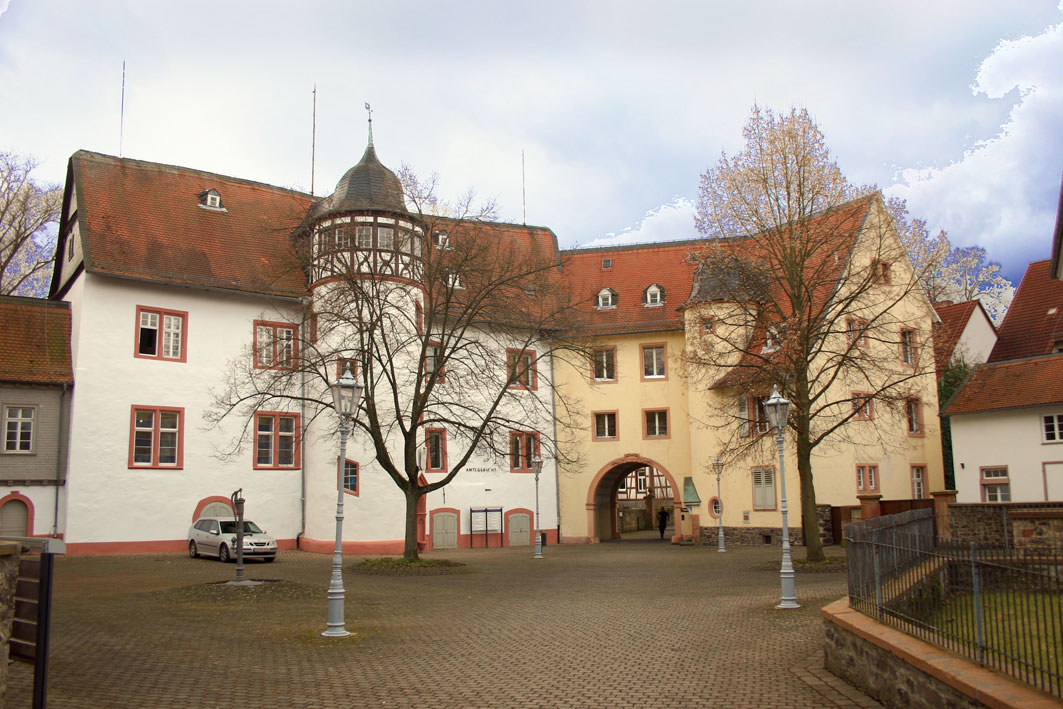
Innenhof des Schlosses – bis Ende 2011 Amtsgericht
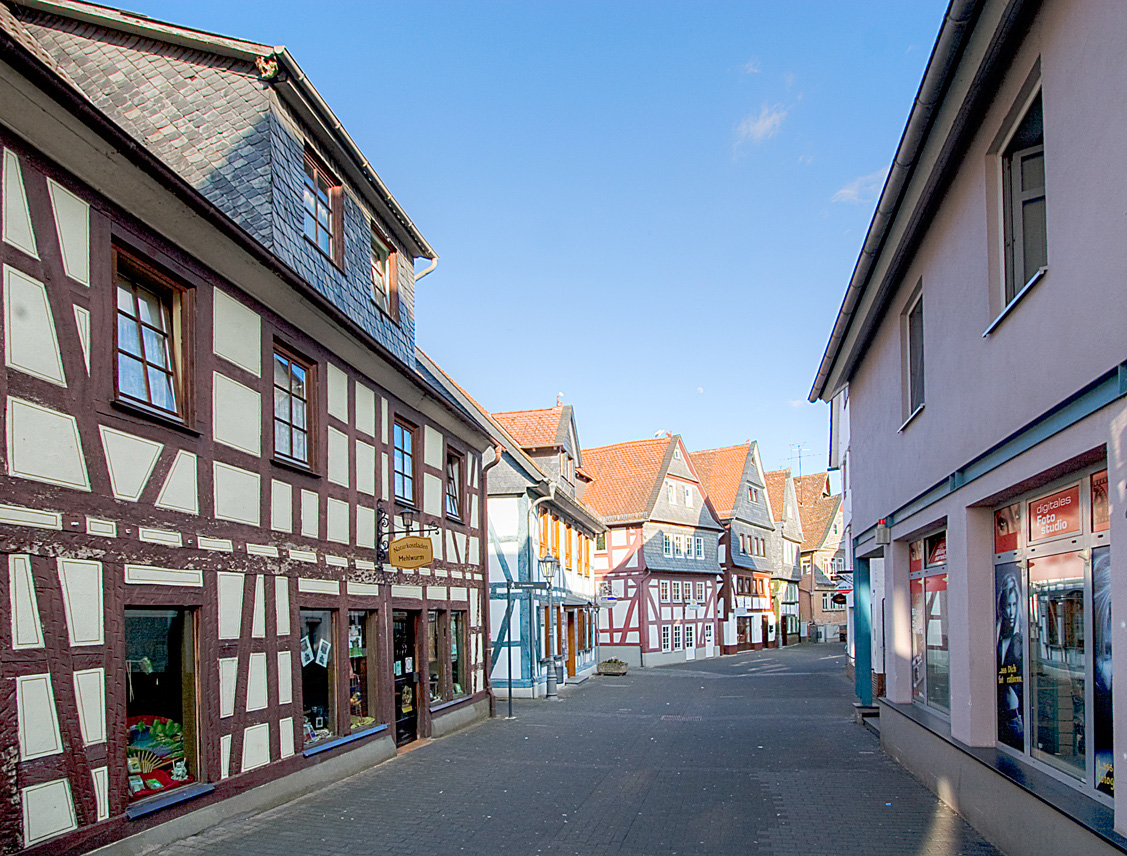
Blick in die Mühlstraße
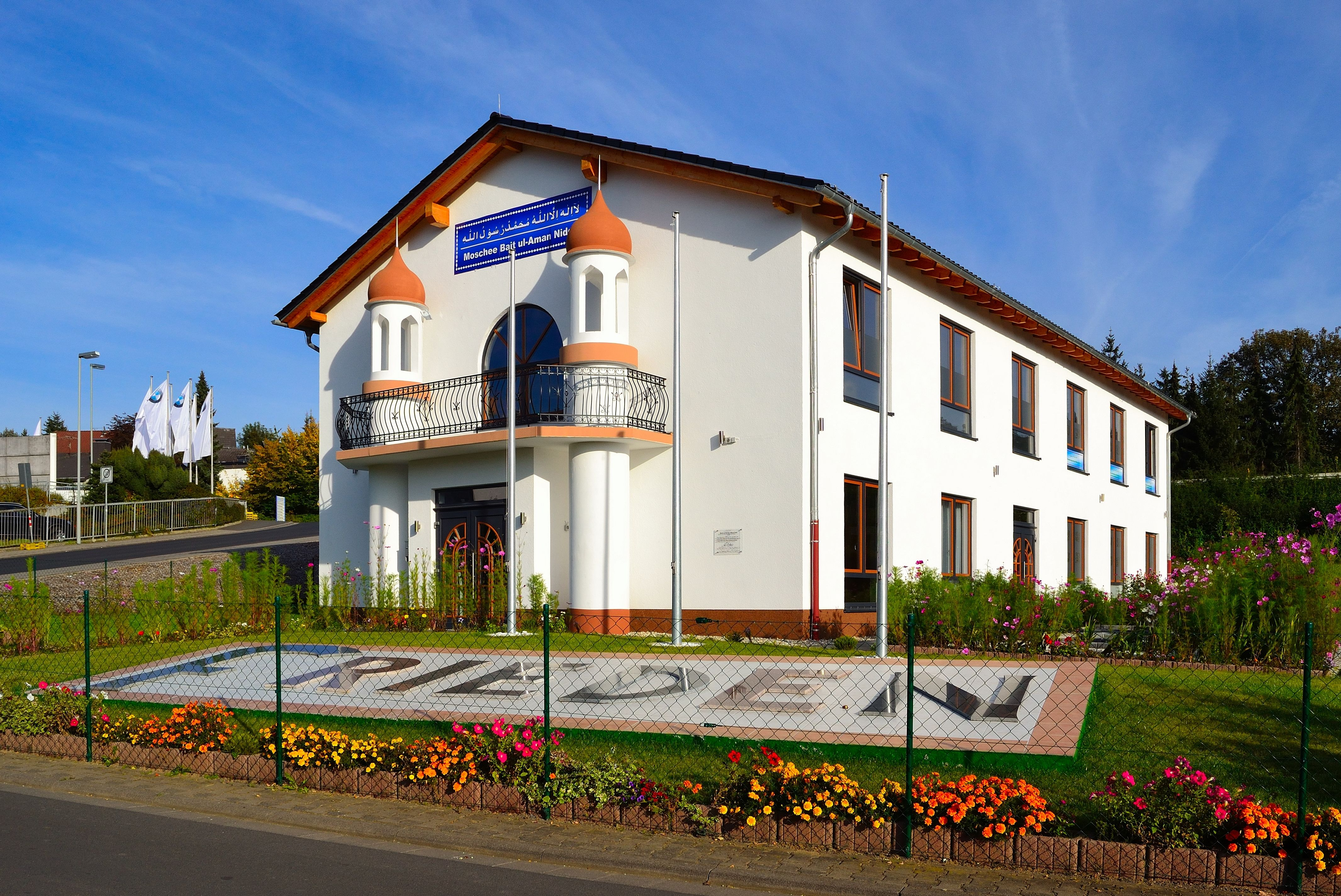
Bait ul-Aman – Moschee in Nidda
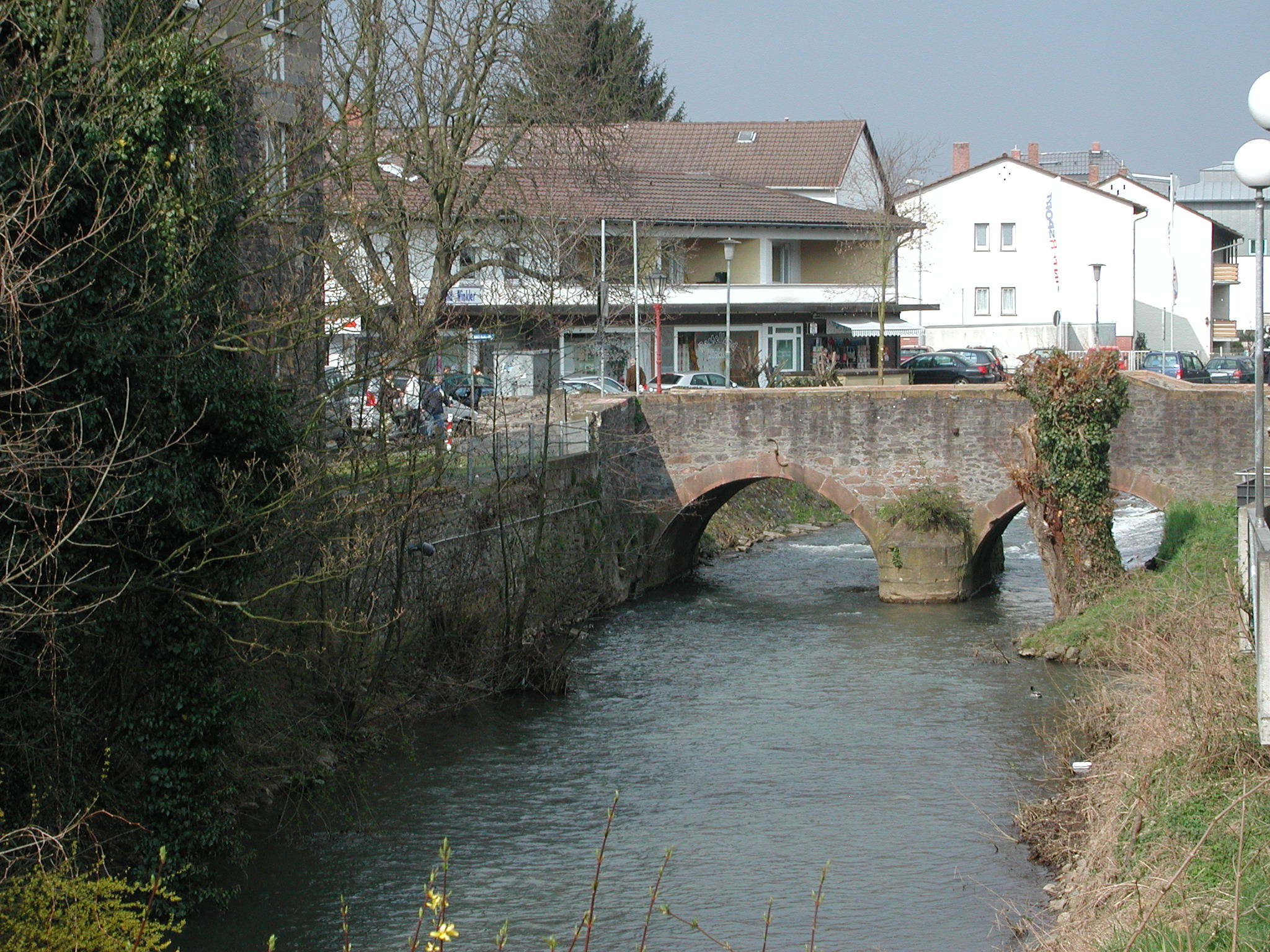
Nidda alte Steinbrücke

- Siehe auch: Liste der Kulturdenkmäler in Nidda
- Der Fruchtspeicher aus Nidda wurde in den Hessenpark versetzt.
- Schloss Nidda

### Museen
- Institut für Kirchengeschichte von Böhmen, Mähren und Schlesien
- Niddaer Heimatmuseum, befindet sich im markanten 1632 erbauten Stadtwirtshaus am Marktplatz.
- Zimmermann-Strauss-Museum – Jüdisches Museum Nidda
- Feuerwehrmuseum Nidda

### Regelmäßige Veranstaltungen

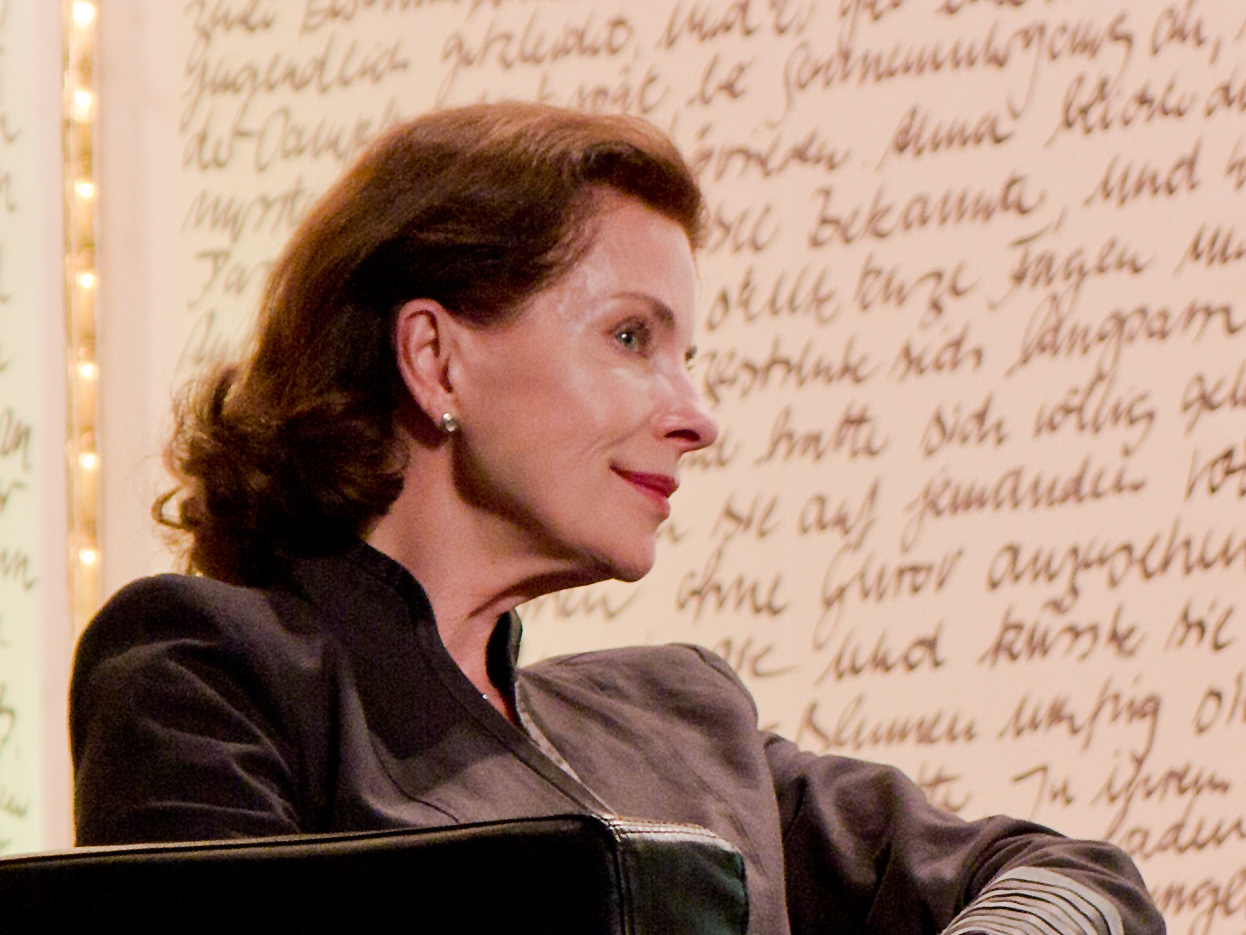
Gudrun Landgrebe im April 2012 bei Nidda erlesen

- Nidda erlesen – Literatur, Kunst, Illustres, Lesungen bekannter Autoren oder Schauspieler.
- nidda in concert – Klassik-Konzert-Reihe im historischen Parksaal Nidda-Bad Salzhausen
- Niddaer Triathlon für Jedermann
- swingin'parc – jazz meets…, Jazz-Konzert-Reihe im historischen Parksaal Nidda-Bad Salzhausen
- Kirmes Unter-Widdersheim, jährlich am zweiten Wochenende im Juni
- Kirmes Wallernhausen, jährlich am ersten Juli-Wochenende
- Kirmes Ober-Lais, jährlich am letzten Wochenende im August
- Volksfeste:
  - Frühjahrsmarkt
  - Herbstmarkt/Kirmes
  - Martinimarkt
- Weihnachtsmarkt Nidda

### Naturdenkmäler
- Kindstein im Ortsteil Unter-Widdersheim, ein Megalith aus Phonolith (Klingstein) als Zeuge für einen vorzeitlichen Kultplatz. Der Stein muss von weit her an diese Stelle geschafft worden sein. Eine Gedenktafel gibt nähere Auskunft.

## Persönlichkeiten

### In Nidda geboren
- Ambrosius Pelargus (um 1493/1494–1561), Dominikaner und Konzilstheologe
- Johannes Pistorius der Ältere (Niddanus) (1504–1583), Reformator und Superintendent
- Johannes Pistorius der Jüngere (Niddanus) (1546–1608), Arzt, Historiker und Theologe
- Karl Wilhelm von Hessen-Darmstadt (1693–1707), Obrist
- August Konrad Hofmann (1776–1841), Staatsmann
- Friedrich Christian Wilhelm Karl Sell (1801–1870), evangelischer Theologe
- Carl Hermann Manchot (1839–1909), evangelischer Theologe
- Wilhelm Erk (1840–1912), Politiker (Hessischer Bauernbund)
- Wilhelm Manchot (1844–1912), deutscher Architekt
- Heinrich Walther (1862–1954), Schweizer Jurist und Politiker, geboren in Ober-Schmitten
- Heinrich Busold (1870–1915), Reichstags- und Landtagsabgeordneter (SPD)
- Wilhelm Wehner (1879–1972), Direktor der Provinz Rheinhessen, Landrat des Landkreises Mainz
- Friedrich Ringshausen (1880–1941), Gauleiter der NSDAP
- Richard Ludwig (1881–1949), Schauspieler und Theaterregisseur
- Minnie Ruske-Leopold (1891–nach 1955), Opernsängerin
- Theo Peters (1902–1942), Verwaltungsjurist, Regierungsvizepräsident in Marienwerder, geboren in Ulfa
- Anna Mettbach (1926–2015), Porajmos-Überlebende und Zeitzeugin, geboren in Ulfa
- Horst-Klaus Hofmann (1928–2021), Autor und Gründer der Offensive Junger Christen
- Ottfried Dascher (1936–2025), deutscher Historiker und Archivar, geboren in Ober-Lais
- Gerhard Becker (1942–2017), Politiker (SPD)
- Egon Behle (* 1955), Manager
- Peter Zimmerling (* 1958), Theologe
- Salome Kammer (* 1959), Schauspielerin, Stimmsolistin, Sängerin und Cellistin

### Mit Nidda verbunden
- Bartholomäus Crasselius (1667–1724), Kirchenlieddichter, kam 1701 als Pfarrer nach Nidda
- Hermann Kardinal Volk (1903–1988), war 1938/39 als priesterliche Aushilfe sowie 1941–1946 als Pfarrkurator in Nidda tätig
- Casimir Johannes Prinz zu Sayn-Wittgenstein-Berleburg (1917–2010), lebte in Nidda. Sein Sohn wohnt inzwischen im Familienschloss in Nidda
- Lucia Puttrich, geboren 1961 in Gießen, deutsche Politikerin (CDU)
- Fräulein Wunder, Girlgroup und Teilnehmer am Bundesvision Song Contest 2009